# Jake 2.0
Jake 2.0 je americký sci-fi televizní seriál, jehož autorem je Silvio Horta. Premiérově byl vysílán v roce 2003 na stanici UPN. Celkově bylo natočeno 16 dílů, ještě během první řady ale byl z důvodu nízké sledovanosti zrušen.

## Příběh
Jake Foley, který pracuje jako technická podpora v počítačové laboratoři NSA ve Washingtonu, je náhodně infikován nanoboty. Postupně zjistí, že tato nehoda mu dala nadlidské schopnosti, neboť dokáže ovládat technologie pouze svou myšlenkou, má nadlidskou sílu a extrémně vyvinutý sluch. Jako nový agent NSA tak chrání bezpečnost občanů USA.

## Obsazení
- Christopher Gorham jako Jake Foley
- Philip Anthony-Rodriguez jako Kyle Duarte
- Marina Black jako Sarah Carterová
- Judith Scott jako Louise „Lou“ Beckettová
- Matthew Czuchry jako Darin Metcalf (pouze v pilotním díle)
- Keegan Connor Tracy jako doktorka Diane Hughesová

## Vysílání
| Řada | Díly | Premiéra v USA | Premiéra v USA    | Premiéra v ČR  | Premiéra v ČR  |
| Řada | Díly | První díl      | Poslední díl      | První díl      | Poslední díl   |
| ---- | ---- | -------------- | ----------------- | -------------- | -------------- |
| 1    | 16   | 10. září 2003  | 17. prosince 2003 | 20. února 2006 | 5. června 2006 |